# Peter op de Beeck
Peter op de Beeck, alias Peerken uit het Boekweitstro, (Onze-Lieve-Vrouw-Waver, 24 augustus 1733 - aldaar, 5 april 1824) was in het hertogdom Brabant en de heerlijkheid Mechelen bekend als kwakzalver.
Hij behandelde zowel dieren als mensen. Hij speelde dokter, apotheker en veearts, zonder de diploma's hiervoor te bezitten. De activiteiten legden hem geen windeieren. Hij zou zeer rijk zijn geweest, ondanks het feit dat hij verscheidene keren met het gerecht in aanraking is geweest, zowel tijdens het ancien régime, als tijdens het Franse tijdperk. Zijn klanten kwamen van dorpen zoals Boortmeerbeek, Haacht en Heist-op-den-Berg, kilometers ver.
Hij woonde gedurende zijn hele leven aan de Berlaarbaan, ter hoogte van de Bosstraat, aan de rand van de Koningsbossen.
Studies gedaan over deze persoon bewijzen het extreme bijgeloof bij de toenmalige plattelandsbevolking. Door zijn toedoen werd in Boortmeerbeek in 1793 een vrouw levend verbrand, nadat ze door Peerken werd omschreven als "getroffen door een Kwade Hand".